# Dowayo (langue)
Pour les articles homonymes, voir Dowayo.
Le dowayo (ou doayo, donyanyo, donyayo, doohyaayo, doowaayo, dooyaangyo, dooyaayo, dooyayo, dowayayo, dowayo, doyaayo, doyau, « namchi » (péj.), « namci » (péj.), « namshi » (péj.), nomai, tunga, tungbo, tuuno) est une langue de l'Adamaoua parlée au Cameroun dans la Région du Nord, le département de la Bénoué, au nord de l'arrondissement de Poli et autour de Poli, par la population Dowayo.
Selon une estimation de l'Église évangélique luthérienne du Cameroun, le nombre de locuteurs était de 18 000 en 1985.

## Écriture
Le dowayo est écrit avec l’alphabet latin.
| a | b | ɓ | d | ɗ | e | ɛ | f | g | h | i | k | l |
| m | n | ŋ | o | ɔ | p | r | s | u | v | w | y | z |